# 布兰诗歌

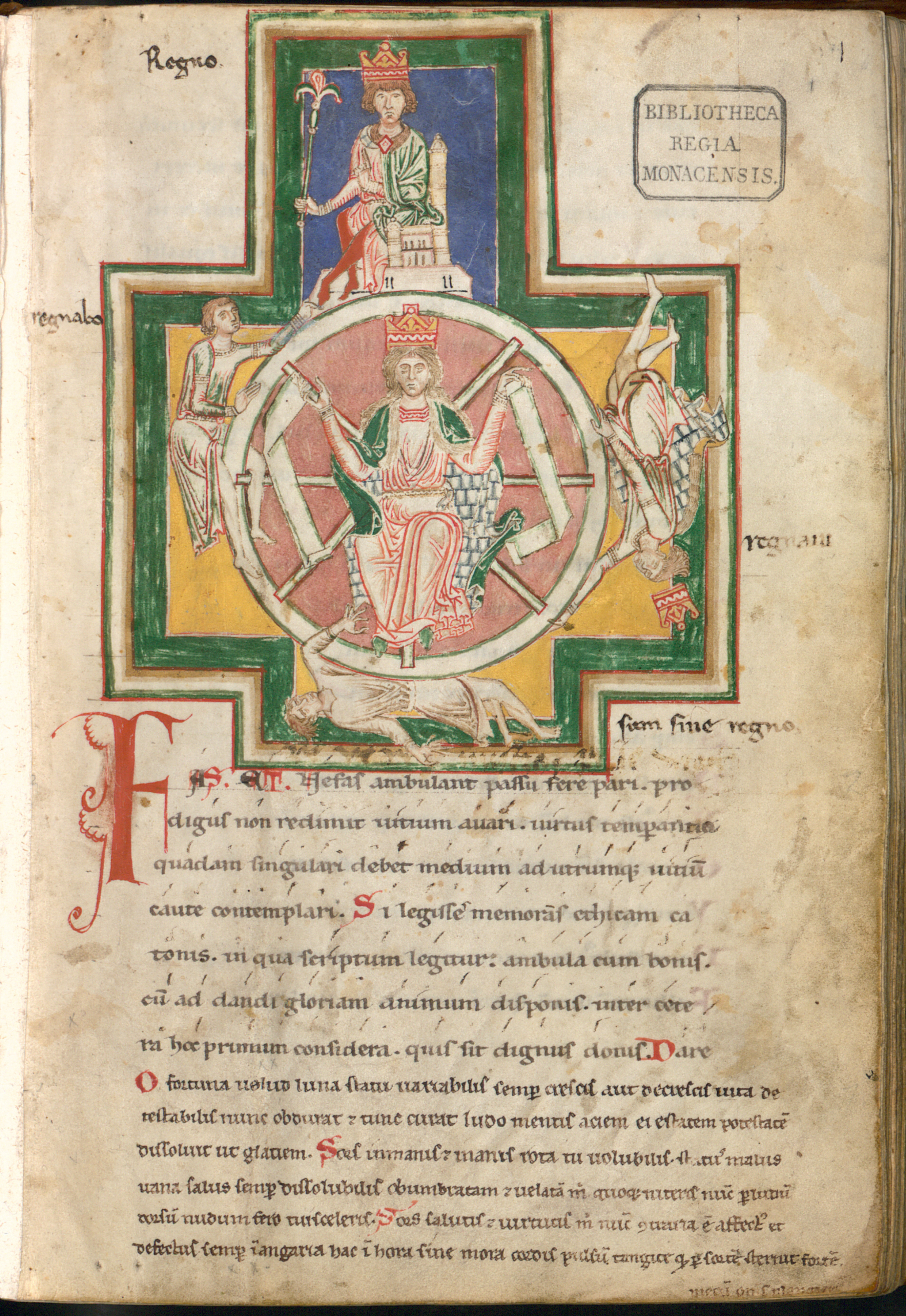
《布蘭詩歌》中最著名的一首詩歌《啊，命運》手稿。

《布蘭詩歌》（拉丁語：Carmina Burana），是一套包涵了254首詩歌或戲劇旁述的文學作品。大部份創作於11世紀及12世紀，亦有少量為13世紀的作品。所用的文字以拉丁文為主，並且滲有以中古高地德語或古法語寫成的。詩歌內容頗為大膽，包涵了露骨、猥褻、諷刺挖苦式的題材，亦有涉及死亡、民間宗教、迷信邪術等的內容。作品在1803年於德國巴伐利亞，屬本篤會擁有的贝内迪克特博伊恩修道院（Benediktbeuern Abbey）內被發現。
在拉丁文中，是贝内迪克特博伊恩的縮寫，因而得名。由於作品是在修道院發現的，因此很大程度上是當時身處修院內，自稱為「Goliard」（即對傳統教會的腐敗深感不滿的神職人員及神學生，亦厭倦教會內因循舊的教條化生活，因轉而以玩世不恭的心態去面對，並為此而起的名稱）所寫，以詩歌和文字去諷刺當時的天主教會。後來的研究確認了部份詩篇的作者，當中有布卢瓦的彼得、沙蒂永的戈捷等。但由於這兩人在有生之年並未有到訪過贝内迪克特博伊恩修道院一帶，因此亦有可能是由其他人流傳並抄寫而得而保存的。

## 內容
《布蘭詩歌》大致可以分為四大類型：
1. 關於道德或諷刺式主題，共55首（編號CB1-55）
2. 愛情歌曲，共131首（編號CB56-186），但所謂「愛情」歌曲只是一個概括的分類。實際上，在這範疇下的亦包涵少部份觸及死亡的哀悼、古代風俗等內容；另外有學者相信還有最少21首作品遭遺失。[2]
3. 飲酒歌和玩樂歌曲，共40首（CB187-226）
4. 篇幅較長的宗教劇，共2首（CB227-228）

## 延伸閲讀
- Lehtonen, Tuomas M. S.  (Ph.D. thesis, University of Helsinki). Bibliotheca historica, 9. Helsinki: Finnish Historical Society. 1995. ISBN 978-951-710-027-4. ISSN 1238-3503.
- Franklinos, Tristan E.; Hope, Henry (编). . Woodbridge: Boydell & Brewer. 2020  [2020-09-11]. ISBN 978 1 78327 379 9. （原始内容存档于2020-07-22）.

## 外部連結
- 拉丁文维基文库中与本条目相关的原始文献：
- 维基语录上有关布兰诗歌的语录
- 维基共享资源上的相關多媒體資源：布兰诗歌
- Text of the selections by Orff with translations from Teach Yourself Latin （页面存档备份，存于）
- Complete orig. text (without translation) from Biblioteca Augustana （页面存档备份，存于）